# Synaldis numerosa
Synaldis numerosa är en stekelart som beskrevs av Fischer 1967. Synaldis numerosa ingår i släktet Synaldis och familjen bracksteklar. Inga underarter finns listade i Catalogue of Life.